# Фудбал на Летњим олимпијским играма 1952.
Једанаести фудбалски турнир на олимпијским играма је одржан 1952. у Хелсинкију, Финска. Фудбалски турнир је освојила Мађарска. Сребро је освојила репрезентација Југославије, а  на треће место се пласирала репрезентација Шведске.
Све утакмице олимпијског турнира су се играле на шест стадиона у пет различитих градова Финске: 
- Хелсинки (фин. Helsinki) је главни град Финске,
- Котка (фин. Kotka) је највећи град округа Кименска Долина,
- Лахти (фин. Lahti) је управно седиште округа Пејенска Тавастија,
- Тампере (фин. Tampere) је други по величини град у Финској,
- Турку (фин. Turku) је трећи по величини град и назива се „Финска врата на Запад“.

На турниру судило је 14 различитих судија из 11 земаља.
Маријан Матанчић био је једини судија из Југославије.
Из Велике Британије судило је двоје судија на 7 утакмица, из Италије двоје судија на 5 утакмица и из Финске такође двоје судија на 5 утакмица, остали су судили по једну утакмицу.
На шест утакмица резултат је био 2:1, затим на четри утакмице 3:1 итд. Највећи резултат је био на утакмици 15. јула 1952.
Југославија — Индија 10:1 у квалификацијама за турнир.

### Стадиони
Све утакмице олимпијског турнира играло се на шест стадиона у пет различитих градова Финске.
| \| Олимпијски стадион, Хелсинки \| \| \| \| --------------------------------------- \| \| Теолён Паллокентта, Хелсинки \| \| \| \| Тампере стадион[д], Тампере \| \| \| \| Арто Толса Ареена[ђ], Котка \| \| \| \| Спортски парк Лахтија, Лахти \| \| \| \| Веритас стадион, Турку \| \| \| | · Олимпијски стадион · Телен ПалокентијаХелсинкиКупитан јалкапало стадионКотка урхеилукескусЛахден кисапуистоРатина стадион |
| Олимпијски стадион, Хелсинки | |
| капацитет 70.740 | |
| --------------------------------------- | |
| Теолён Паллокентта, Хелсинки | |
| капацитет 18.050 | |
| Тампере стадион, Тампере | |
| капацитет 20.700 | |
| Арто Толса Ареена, Котка | |
| капацитет 19.238 | |
| Спортски парк Лахтија, Лахти | |
| капацитет 8.060 | |
| Веритас стадион, Турку | |
| капацитет 14.224 | |

| Владимир Беара  | Бранко Станковић     | Томислав Црнковић        | Златко Чајковски    | Иван Хорват   | Вујадин Бошков  |
| Тихомир Огњанов | Рајко Митић          | Бернард Вукас            | Стјепан Бобек       | Бранко Зебец  | Душан Цветковић |
| Милорад Дискић  | Ратко Чолић          | Славко Луштица           | Здравко Рајков      | Владимир Чонч | Владимир Фирм   |
|                 | Селекторска комисија |                          |                     |               |                 |
|                 | Бранко Краљ          | инж. Милорад Арсенијевић | Александар Тирнанић | Лео Лемешић   |                 |

## Земље учеснице на играма
У загради је број чланова репрезентације
- Аустрија (20)
- Бразил (21)
- Бугарска (20)
- Чиле (16)
- Данска (20)
- Египат (20)
- Финска (19)
- Француска (18)
- Немачка (20)
- Уједињено краљевство (20)
- Грчка (18)
- Мађарска (22)
- Индија (19)
- Италија (20)
- Луксембург (17)
- Холандија (20)
- Холандски Антили (20)
- Норвешка (20)
- Пољска (17)
- Румунија (20
- СССР (20)
- Шведска (22)
- Турска (18)
- Сједињене Америчке Државе (17)
- Југославија (21)

 ФНРЈ Аустрија Италија Бугарска Пољска Мађарска Велика Британија Данска Француска Турска СССР Финска Немачка Грчка Луксембург Холандија Норвешка Румунија Шведска ЕВРОПА
| Индија АЗИЈА | Египат АФРИКА | САД СЕВЕРНА АМЕРИКА | Холандски Антили Бразил Чиле ЈУЖНА АМЕРИЈА |

## Турнир

### Квалификације за турнир
У Квалификацијама за турнир Мађарска је забележила тесну победу против Румуније, док је убедљиво победила Италија 8:0 против Сједињених Држава и победа Бразила 5:1 против Холандије. Велика Британија је поклекнула од Луксембурга резултатом 5:3, док је Египат победио Чиле са 5:4. Југославија је играла против Индије и победила резултатом 10:1.

|  |

| Спортски парк Лахтија, Лахти 15. јул 1952. у 19:00 часова гледалаца: 3.752; судија: Карел ван дер Мер (Холандија) | Спортски парк Лахтија, Лахти 15. јул 1952. у 19:00 часова гледалаца: 3.752; судија: Карел ван дер Мер (Холандија) | Спортски парк Лахтија, Лахти 15. јул 1952. у 19:00 часова гледалаца: 3.752; судија: Карел ван дер Мер (Холандија) |
| --- | --- | --- |
| | | |
| Пољска | 2:1 (1:1) | Француска |
| Казимир Трампиш 31’ · Јерзи Красувка 49’                                                                          | | Леблон 30’ · |
| | | |

| Веритас стадион, Турку 15. јул 1952. у 19:00 часова гледалаца 10.588; судија: Николај Латишев (СССР) | Веритас стадион, Турку 15. јул 1952. у 19:00 часова гледалаца 10.588; судија: Николај Латишев (СССР) | Веритас стадион, Турку 15. јул 1952. у 19:00 часова гледалаца 10.588; судија: Николај Латишев (СССР) |
| --- | --- | --- |
| | | |
| Мађарска                                                                                             | 2:1 (1:0)                                                                                            | Румунија                                                                                             |
| Золтан Цибор Шухаји 21’ · Шандор Кочиш 73’                                                           | | Јон Суру 86’ ·                                                                                       |
| | | |

| Стадион Тёёлён Паллокенттa, Хелсинки 15. јул 1952. у 19:00 часова гледалаца 20.000; Судија: Џон Бест (УСА) | Стадион Тёёлён Паллокенттa, Хелсинки 15. јул 1952. у 19:00 часова гледалаца 20.000; Судија: Џон Бест (УСА) | Стадион Тёёлён Паллокенттa, Хелсинки 15. јул 1952. у 19:00 часова гледалаца 20.000; Судија: Џон Бест (УСА) |
| --- | --- | --- |
| | | |
| Југославија                                                                                                | 10:1 (5:0)                                                                                                 | Индија |
| | | |

|  |

| Тампере стадион , Тампере 15. јул 1952. у 19:00 часова гледалаца 4.372; судија: Волф Валдемар Карни (Финска) | Тампере стадион , Тампере 15. јул 1952. у 19:00 часова гледалаца 4.372; судија: Волф Валдемар Карни (Финска) | Тампере стадион , Тампере 15. јул 1952. у 19:00 часова гледалаца 4.372; судија: Волф Валдемар Карни (Финска) |
| --- | --- | --- |
| | | |
| Данска | 2:1 (2:0) | Грчка |
| Паул Ерик Петерсен 36’, 37’                                                                                  | | Павлос Еммануилидис 85’                                                                                      |
| | | |

| Арто Толса Арена , Котка 15. јул 1952. у 19:00 часова гледалаца 10.637; судија: Иштван Золт (Мађарска) | Арто Толса Арена , Котка 15. јул 1952. у 19:00 часова гледалаца 10.637; судија: Иштван Золт (Мађарска) | Арто Толса Арена , Котка 15. јул 1952. у 19:00 часова гледалаца 10.637; судија: Иштван Золт (Мађарска) |
| --- | --- | --- |
| | | |
| Совјетски Савез                                                                                        | 0:0 (2:1(п. с. н.))                                                                                    | Бугарска                                                                                               |
| Всеволод Бобров 100’ · Васили Трофимов 104’                                                            | | Иван Петков Колев 95’ ·                                                                                |
| | | |

| Тампере стадион , Тампере 15. јул 1952. у 19:00 часова гледалаца 15.342; судија: Артур Елис (Велика Британија)           | Тампере стадион , Тампере 15. јул 1952. у 19:00 часова гледалаца 15.342; судија: Артур Елис (Велика Британија) | Тампере стадион , Тампере 15. јул 1952. у 19:00 часова гледалаца 15.342; судија: Артур Елис (Велика Британија) |
| --- | --- | --- |
| | | |
| Италија | 8:0 (3:0) | Сједињене Државе                                                                                               |
| Аредио Ђимона 3’, 51’, 75’ · Егисто Пандолфини 16’, 62’ · Аркадио Вентури 27’ · Алберто Фонтанези 52’ · Амос Мариани 87’ | | |
| | | |

| Стадион Веритас, Турку 16. јул 1952. у 19:00 часова гледалаца 9.685; судија: Ђорђо Бернарди (Италија)            | Стадион Веритас, Турку 16. јул 1952. у 19:00 часова гледалаца 9.685; судија: Ђорђо Бернарди (Италија) | Стадион Веритас, Турку 16. јул 1952. у 19:00 часова гледалаца 9.685; судија: Ђорђо Бернарди (Италија) |
| --- | --- | --- |
| | | |
| Бразил | 5:1 (3:1)                                                                                             | Холандија                                                                                             |
| Умберто Тоци 25’ · Лари Пинто де Фарија 33’ (пен.), 36’ · Јансен Жозе Мореира 81’ · Едвалдо Изидио Нето Вава 86’ | | Јан ван Розел 15’ ·                                                                                   |
| | | |

| Спортски парк Лахтија, Лахти 16. јул 1952. у 19:00 часова гледалаца 3.656; судија: Винченцо Орландини (Италија) | Спортски парк Лахтија, Лахти 16. јул 1952. у 19:00 часова гледалаца 3.656; судија: Винченцо Орландини (Италија) | Спортски парк Лахтија, Лахти 16. јул 1952. у 19:00 часова гледалаца 3.656; судија: Винченцо Орландини (Италија) |
| --- | --- | --- |
| | | |
| Луксембург | 5:3 (0:1) | Велика Британија                                                                                                |
| Јозеф „Јос“ Ролер 60’, 95’, 97’ · Леон Леч 91’ · Жул Галес 102’                                                 | | Џорџ Роб 12’ · Бил Слејтер 101’ · Џим Луис 118’                                                                 |
| | | |

| Стадион Арто Толса Арена , Котка 16. јул 1952. у 19:00 часова гледалаца 5.354; судија: Џон Нилсон (Шведска) | Стадион Арто Толса Арена , Котка 16. јул 1952. у 19:00 часова гледалаца 5.354; судија: Џон Нилсон (Шведска) | Стадион Арто Толса Арена , Котка 16. јул 1952. у 19:00 часова гледалаца 5.354; судија: Џон Нилсон (Шведска) |
| --- | --- | --- |
| | | |
| Египат | 5:4 (2:2)                                                                                                   | Чиле |
| Камаледин Хусеин Шариф Ел-Фар 27’ · Ахмед Мекави 43’ · Ел-Сајед Ел-Дхизуи 66’, 75’, 80’                     | | Иренио Јара 7’, 78’ · Џулио Виал 14’, 88’ ·                                                                 |
| | | |

### Осмина финала
У Осмини финала скандинавске земље Данска и Шведска су победили; Аустрија, Турска и Западна Немачка такође су победили. Домаћин Финска је победила Аустрија са 3:4, док је Шведска савладала суседе Норвешку са 4:1. Утакмица кола била је између Југославије и Совјетског Савеза; Југославија је водила са 5-1 за 30 минута меча до краја, да би совјетски капитен Бобров постигао хет-трик и инспирисао свој тим да коначно реми резултатом 5-5. Реприза је резултирала победом Југославије резултатом 3:1; Москва је очекивала да ће совјетска страна победити на Играма 1952. године, а њихов пораз од Југославије није помињан у совјетској штампи све до Стаљинове смрти следеће године.
|  |

| Олимпијски стадион, Хелсинки 19. јул 1952. у 19:00 часова гледалаца: 33.053; судија: Вилиам Линг (Велика Британија) | Олимпијски стадион, Хелсинки 19. јул 1952. у 19:00 часова гледалаца: 33.053; судија: Вилиам Линг (Велика Британија) | Олимпијски стадион, Хелсинки 19. јул 1952. у 19:00 часова гледалаца: 33.053; судија: Вилиам Линг (Велика Британија) |
| --- | --- | --- |
| | | |
| Финска | 3:4 (3:2) | Аустрија |
| Олоф Осијан Хуго Столпе 11’, 34’ · Таави Аулис Риткöнeн 36’ ·                                                       | | Ото Голнхубер 8’ (пен.), 30’ · Ерих Штумпф 59’ · Хумберто Този 79’                                                  |
| | | |

| Арто Толса Арена , Котка 20. јул 1952. у 19:00 часова гледалаца: 6.776; судија: Маријан Матанчић (Југославија) | Арто Толса Арена , Котка 20. јул 1952. у 19:00 часова гледалаца: 6.776; судија: Маријан Матанчић (Југославија) | Арто Толса Арена , Котка 20. јул 1952. у 19:00 часова гледалаца: 6.776; судија: Маријан Матанчић (Југославија) |
| --- | --- | --- |
| | | |
| Бразил | 2:1 (1:0) | Луксембург |
| Лери Пинто де Фарија 42’ · Умберто Барбоса Този 49’                                                            | | Жил Галес 86’ ·                                                                                                |
| | | |

| Тампере стадион , Тампере 20. јул 1952. у 19:00 часова гледалаца: 17.000; судија: Артур Едвард Елис (Велика Британија) | Тампере стадион , Тампере 20. јул 1952. у 19:00 часова гледалаца: 17.000; судија: Артур Едвард Елис (Велика Британија) | Тампере стадион , Тампере 20. јул 1952. у 19:00 часова гледалаца: 17.000; судија: Артур Едвард Елис (Велика Британија) |
| --- | --- | --- |
| | | |
| Југославија | 5:5 (2:0) | Совјетски Савез |
| | | |

|  |

| Тампере стадион , Тампере 22. јул 1952. у 19:00 часова гледалаца: 16.916; судија: Артур Едвард Елис (Велика Британија) | Тампере стадион , Тампере 22. јул 1952. у 19:00 часова гледалаца: 16.916; судија: Артур Едвард Елис (Велика Британија) | Тампере стадион , Тампере 22. јул 1952. у 19:00 часова гледалаца: 16.916; судија: Артур Едвард Елис (Велика Британија) |
| --- | --- | --- |
| | | |
| Југославија | 3:1 (2:1) | Совјетски Савез |
| | | |

|  |

| Стадион Веритас, Турку 20. јул 1952. у 12:00 часова гледалаца: 6.813; судија: Џорџио Бернарди (Италија) | Стадион Веритас, Турку 20. јул 1952. у 12:00 часова гледалаца: 6.813; судија: Џорџио Бернарди (Италија) | Стадион Веритас, Турку 20. јул 1952. у 12:00 часова гледалаца: 6.813; судија: Џорџио Бернарди (Италија) |
| --- | --- | --- |
| | | |
| Западна Немачка                                                                                         | 3:1 (2:0)                                                                                               | Египат                                                                                                  |
| Карл Клуг 33’ · Вили Шрёдер 38’, 61’                                                                    | | Ел-Сајед Мохамед Ал-Табеи 64’ ·                                                                         |
| | | |

| Стадион Веритас, Турку 21. јул 1952. у 19:00 часова гледалаца: 6.024; судија: Фолке Бåлстад (Норвешка) | Стадион Веритас, Турку 21. јул 1952. у 19:00 часова гледалаца: 6.024; судија: Фолке Бåлстад (Норвешка) | Стадион Веритас, Турку 21. јул 1952. у 19:00 часова гледалаца: 6.024; судија: Фолке Бåлстад (Норвешка) |
| --- | --- | --- |
| | | |
| Данска                                                                                                 | 2:0 (1:0)                                                                                              | Пољска                                                                                                 |
| Холгер Себах 17’ · Свенд Нилсен 69’                                                                    | | |
| | | |

| Тампере стадион , Тампере 21. јули 1952. у 19:00 часова гледалаца: 4.072; судија: Јохан "Јонне" Аксел Алхо (Финска) | Тампере стадион , Тампере 21. јули 1952. у 19:00 часова гледалаца: 4.072; судија: Јохан "Јонне" Аксел Алхо (Финска) | Тампере стадион , Тампере 21. јули 1952. у 19:00 часова гледалаца: 4.072; судија: Јохан "Јонне" Аксел Алхо (Финска) |
| --- | --- | --- |
| | | |
| Шведска | 4:1 (1:0) | Норвешка |
| Ролф Инге Брод 23’, 35’ · Густав Ингвар Ридел 81’ · Силве Борис Бенгтсон 89’                                        | | Од Ванг Соренсен 83’ ·                                                                                              |
| | | |

| Стадион Тööлön Паллокенттä, Хелсинки 21. јул 1952. у 19:00 часова гледалаца: 13.870; судија: Карел ван дер Меер (Холандија) | Стадион Тööлön Паллокенттä, Хелсинки 21. јул 1952. у 19:00 часова гледалаца: 13.870; судија: Карел ван дер Меер (Холандија) | Стадион Тööлön Паллокенттä, Хелсинки 21. јул 1952. у 19:00 часова гледалаца: 13.870; судија: Карел ван дер Меер (Холандија) |
| --- | --- | --- |
| | | |
| Мађарска | 3:0 (2:0) | Италија |
| Петер Палоташ 11’, 20’ · Сандор Петер Кочиш 83’                                                                             | | |
| | | |

| Спортски парк Лахтија, Лахти 21. јул 1952. у 19:00 часова гледалаца: 3.696; судија: Карл Јоргенсен (Данска) | Спортски парк Лахтија, Лахти 21. јул 1952. у 19:00 часова гледалаца: 3.696; судија: Карл Јоргенсен (Данска) | Спортски парк Лахтија, Лахти 21. јул 1952. у 19:00 часова гледалаца: 3.696; судија: Карл Јоргенсен (Данска) |
| --- | --- | --- |
| | | |
| Турска | 2:1 (1:0)                                                                                                   | Холандски Антили                                                                                            |
| Музафер Токач 9’ · Текин Билге 76’ (пен.)                                                                   | | Хуан Бријезен 79’ ·                                                                                         |
| | | |

### Четвртфинале
Шведска је победила Аустрију и обезбедила скандинавско присуство у полуфиналу. Немачка је изненађујуће победила Бразил са 4:2 после продужетака, док је Југославија удобно победила у поразу од Данске резултатом 5:3. Мађарска је демолирала Турску резултатом 7:1 и комплетирала четири полуфиналиста.
|  |

| Стадион Теолён Паллокентта, Хелсинки 23. јул 1952. у 19:00 часова гледалаца: 12.564; судија: Винченцо Орландини (Италија) | Стадион Теолён Паллокентта, Хелсинки 23. јул 1952. у 19:00 часова гледалаца: 12.564; судија: Винченцо Орландини (Италија) | Стадион Теолён Паллокентта, Хелсинки 23. јул 1952. у 19:00 часова гледалаца: 12.564; судија: Винченцо Орландини (Италија) |
| --- | --- | --- |
| | | |
| Шведска | 3:1 (0:1) | Аустрија |
| Јеста Сандберј 80’ · Ролф Ингве Брод 85’ · Густав Ингвар Ридел 87’                                                        | | Херберт Грохс 40’ · |
| | | |

| Стадион Теолён Паллокентта, Хелсинки 24. јул 1952. у 12:00 часова гледалаца: 11.451; судија: Артур Едвард Елис (Велика Британија) | Стадион Теолён Паллокентта, Хелсинки 24. јул 1952. у 12:00 часова гледалаца: 11.451; судија: Артур Едвард Елис (Велика Британија) | Стадион Теолён Паллокентта, Хелсинки 24. јул 1952. у 12:00 часова гледалаца: 11.451; судија: Артур Едвард Елис (Велика Британија) |
| --- | --- | --- |
| | | |
| Западна Немачка | 4:2 (2:2) | Бразил |
| Вили Шредер 75’, 96’ · Карл Клуг 89’ · Јохан Цајтлер 120’                                                                         | | Лари Пинто де Фарија 12’ · Зозимо Алвес Калазанс 74’ ·                                                                            |
| | | |

| Стадион Арто Толса Арена , Котка 24. јул 1952. у 19:00 часова гледалаца: 4.743; судија: Волф Валдемар Карни (Финска) | Стадион Арто Толса Арена , Котка 24. јул 1952. у 19:00 часова гледалаца: 4.743; судија: Волф Валдемар Карни (Финска) | Стадион Арто Толса Арена , Котка 24. јул 1952. у 19:00 часова гледалаца: 4.743; судија: Волф Валдемар Карни (Финска) |
| --- | --- | --- |
| | | |
| Мађарска | 7:1 (5:1) | Турска |
| Петер Палоташ 18’ · Шандор Кочиш 32’, 90’ · Михаљ Лантош 48’ · Ференц Пушкаш 54’, 72’ · Јожеф Божик 70’              | | Ерџумент Гудер 57’ ·                                                                                                 |
| | | |

| Стадион Теолён Паллокентта, Helsinki 25. јул 1952. у 19:00 часова гледалаца: 11.456; судија: Волф Валдемар Карни (Финска) | Стадион Теолён Паллокентта, Helsinki 25. јул 1952. у 19:00 часова гледалаца: 11.456; судија: Волф Валдемар Карни (Финска) | Стадион Теолён Паллокентта, Helsinki 25. јул 1952. у 19:00 часова гледалаца: 11.456; судија: Волф Валдемар Карни (Финска) |
| --- | --- | --- |
| | | |
| Југославија | 5:3 (3:0) | Данска |
| | | |

### Полуфинале
У првом полуфиналу, Мађарска је испратила Шведску свеобухватном победом од 6:0, док је Југославија победила Немачку са 3:1 и поставила финале Мађарске и Југославије.
|  |

| Олимпијски стадион, Хелсинки 28. јул 1952. у 19:00 часова гледалаца: 30.471; судија: Вилијам Линг (Велика Британија) | Олимпијски стадион, Хелсинки 28. јул 1952. у 19:00 часова гледалаца: 30.471; судија: Вилијам Линг (Велика Британија) | Олимпијски стадион, Хелсинки 28. јул 1952. у 19:00 часова гледалаца: 30.471; судија: Вилијам Линг (Велика Британија) |
| --- | --- | --- |
| | | |
| Мађарска | 6:0 (3:0) | Шведска |
| Ференц Пушкаш 1’ · Петер Палоташ 16’ · Шандор Кочиш 65’, 69’ · Нандор Хидегкути 67’                                  | | Јеста Линд 36’ (аг.) ·                                                                                               |
| | | |

| Олимпијски стадион, Хелсинки 29. јул 1952. у 19:00 часова гледалаца: 25.821; судија: Волф Валдемар Карни (Финска) | Олимпијски стадион, Хелсинки 29. јул 1952. у 19:00 часова гледалаца: 25.821; судија: Волф Валдемар Карни (Финска) | Олимпијски стадион, Хелсинки 29. јул 1952. у 19:00 часова гледалаца: 25.821; судија: Волф Валдемар Карни (Финска) |
| --- | --- | --- |
| | | |
| Југославија | 3:1 (3:1) | Западна Немачка                                                                                                   |
| | | |

### Утакмица за бронзану медаљу
Било је утехе за скандинавске земље јер је Шведска победила Немачку са 2:0 у плеј-офу за треће место и обезбедила бронзану медаљу.
| Олимпијски стадион, Хелсинки 1. август 1952. у 19:00 часова гледалаца: 28.470; судија: Винченцо Орландини (Италија) | Олимпијски стадион, Хелсинки 1. август 1952. у 19:00 часова гледалаца: 28.470; судија: Винченцо Орландини (Италија) | Олимпијски стадион, Хелсинки 1. август 1952. у 19:00 часова гледалаца: 28.470; судија: Винченцо Орландини (Италија) |
| --- | --- | --- |
| | | |
| Шведска | 2:0 (1:0) | Западна Немачка |
| Ингвар Ридел 11’ · Јоста Лефгрен 86’                                                                                | | |
| | | |

### Утакмица за златну медаљу
У финалу су играли Мађарска и Југославија. Победила је екипа Мађарске головима Пушкаша и Цибора. „Лака коњица” мађарског тима на челу са Пушкашом, Цибором, Кочишем, Грошичем и Хидекутијем је била најубедљивији тим турнира, а југословенски играчи које су предводили Митић, Бобек, Беара, Зебец, Бошков и остали, достојно су им се супротставили.
| Олимпијски стадион, Хелсинки 2. август 1952. у 19:00 часова гледалаца: 58.553; судија: Артур Едвард Елис (Велика Британија) | Олимпијски стадион, Хелсинки 2. август 1952. у 19:00 часова гледалаца: 58.553; судија: Артур Едвард Елис (Велика Британија) | Олимпијски стадион, Хелсинки 2. август 1952. у 19:00 часова гледалаца: 58.553; судија: Артур Едвард Елис (Велика Британија) |
| --- | --- | --- |
| | | |
| Мађарска | 2:0 (0:0) | Југославија |
| | | |

### Графички приказ турнира
|  | Осмина финала                | Осмина финала                  |                             |      | Четвртфинале    | Четвртфинале |                        |                        | Полуфинале | Полуфинале |  |  | Финале | Финале |
|  |                              |                                |                             |      |                 |              |                        |                        |            |            |  |  |        |        |
|  | субота, 19. јул 1952 у 19:00 |                                |                             |      |                 |              |                        |                        |            |            |  |  |        |        |
|  |                              |                                |                             |      |                 |              |                        |                        |            |            |  |  |        |        |
|  | Финска                       | 3                              |                             |      |                 |              |                        |                        |            |            |  |  |        |        |
|  | Финска                       | 3                              | среда, 16. јул 1952 у 19:00 |      |                 |              |                        |                        |            |            |  |  |        |        |
|  | Аустрија                     | 4                              |                             |      |                 |              |                        |                        |            |            |  |  |        |        |
|  | Аустрија                     | 4                              | Шведска                     | 3    |                 |              |                        |                        |            |            |  |  |        |        |
|  | недеља, 20. јул 1952 у 19:00 |                                | Шведска                     | 3    |                 |              |                        |                        |            |            |  |  |        |        |
|  |                              | Аустрија                       | 1                           |      |                 |              |                        |                        |            |            |  |  |        |        |
|  | Бразил                       | Аустрија                       | 1                           | 2    |                 |              |                        |                        |            |            |  |  |        |        |
|  | Бразил                       |                                | понедељак, 28. јул 1952.    | 2    |                 |              |                        |                        |            |            |  |  |        |        |
|  | Луксембург                   | 1                              |                             |      |                 |              |                        |                        |            |            |  |  |        |        |
|  | Луксембург                   | 1                              | Мађарска                    | 6    |                 |              |                        |                        |            |            |  |  |        |        |
|  |                              |                                | Мађарска                    | 6    |                 |              |                        |                        |            |            |  |  |        |        |
|  |                              | Шведска                        | 0                           |      |                 |              |                        |                        |            |            |  |  |        |        |
|  | Југославија                  | Шведска                        | 0                           | 5(3) |                 |              |                        |                        |            |            |  |  |        |        |
|  | Југославија                  | четвртак, 24. јул 1952 у 12:00 |                             | 5(3) |                 |              |                        |                        |            |            |  |  |        |        |
|  | Совјетски Савез              | 5(1)                           |                             |      |                 |              |                        |                        |            |            |  |  |        |        |
|  | Совјетски Савез              | 5(1)                           | Западна Немачка             | 4    |                 |              |                        |                        |            |            |  |  |        |        |
|  | у 12:00                      |                                | Западна Немачка             | 4    |                 |              |                        |                        |            |            |  |  |        |        |
|  |                              | Бразил (п. с. н.)              | 2                           |      |                 |              |                        |                        |            |            |  |  |        |        |
|  | Западна Немачка              | Бразил (п. с. н.)              | 2                           | 3    |                 |              |                        |                        |            |            |  |  |        |        |
|  | Западна Немачка              |                                | субота, 2. август 1952.     | 3    |                 |              |                        |                        |            |            |  |  |        |        |
|  | Египат                       | 1                              |                             |      |                 |              |                        |                        |            |            |  |  |        |        |
|  | Египат                       | 1                              | Мађарска                    | 2    |                 |              |                        |                        |            |            |  |  |        |        |
|  | Пон, 21. јул 1952 у 19:00    |                                | Мађарска                    | 2    |                 |              |                        |                        |            |            |  |  |        |        |
|  |                              | Југославија                    | 0                           |      |                 |              |                        |                        |            |            |  |  |        |        |
|  | Данска                       | Југославија                    | 0                           | 2    |                 |              |                        |                        |            |            |  |  |        |        |
|  | Данска                       | у 19:00                        |                             | 2    |                 |              |                        |                        |            |            |  |  |        |        |
|  | Пољска                       | 0                              |                             |      |                 |              |                        |                        |            |            |  |  |        |        |
|  | Пољска                       | 0                              | Мађарска                    | 7    |                 |              |                        |                        |            |            |  |  |        |        |
|  |                              |                                | Мађарска                    | 7    |                 |              |                        |                        |            |            |  |  |        |        |
|  |                              | Турска                         | 1                           |      |                 |              |                        |                        |            |            |  |  |        |        |
|  | Шведска                      | Турска                         | 1                           | 4    |                 |              |                        |                        |            |            |  |  |        |        |
|  | Шведска                      |                                | уторак, 29. јул 1952.       | 4    |                 |              |                        |                        |            |            |  |  |        |        |
|  | Норвешка                     | 1                              |                             |      |                 |              |                        |                        |            |            |  |  |        |        |
|  | Норвешка                     | 1                              | Југославија                 | 3    |                 |              |                        |                        |            |            |  |  |        |        |
|  |                              |                                | Југославија                 | 3    |                 |              |                        |                        |            |            |  |  |        |        |
|  |                              | Западна Немачка                | 1                           |      | Треће место     | Треће место  |                        |                        |            |            |  |  |        |        |
|  | Мађарска                     | Западна Немачка                | 1                           | 3    | Треће место     | Треће место  |                        |                        |            |            |  |  |        |        |
|  | Мађарска                     | петак, 25. јул 1952 у 12:00    | петак, 25. јул 1952 у 12:00 | 3    |                 |              | петак, 1. август 1952. | петак, 1. август 1952. |            |            |  |  |        |        |
|  | Италија                      | петак, 25. јул 1952 у 12:00    | петак, 25. јул 1952 у 12:00 | 0    |                 |              | петак, 1. август 1952. | петак, 1. август 1952. |            |            |  |  |        |        |
|  | Италија                      | Југославија                    | 5                           | 0    | Шведска         | 2            |                        |                        |            |            |  |  |        |        |
|  |                              |                                | 5                           |      | Шведска         | 2            |                        |                        |            |            |  |  |        |        |
|  |                              | Данска                         | 3                           |      | Западна Немачка | 0            |                        |                        |            |            |  |  |        |        |
|  | Турска                       | Данска                         | 3                           | 2    | Западна Немачка | 0            |                        |                        |            |            |  |  |        |        |
|  | Турска                       |                                |                             | 2    |                 |              |                        |                        |            |            |  |  |        |        |
|  | Холандски Антили             | 1                              |                             |      |                 |              |                        |                        |            |            |  |  |        |        |
|  | Холандски Антили             | 1                              |                             |      |                 |              |                        |                        |            |            |  |  |        |        |

Освајачи медаља
| Сребро      | Злато    | Бронза  |
| ----------- | -------- | ------- |
|             |          |         |
| Југославија | Мађарска | Шведска |
|             |          |         |
|             |          |         |

## Голгетери
| 7 голова - Бранко Зебец (ФНРЈ) 6 голова - Рајко Митић (ФНРЈ) - Шандор Кочиш (Мађарска) 5 голова - Всеволод Михајлович Бобров (СССР) 4 гола - Тихомир Огњанов (ФНРЈ) - Лари Пинто де Фарија (Брз) - Ел-Сајед Ел-Дхизуи (Египат) - Вили Шредер (Немачка) - Петер Палоташ (Мађарска) - Ференц Пушкаш (Мађарска) 3 гола - Стјепан Бобек (ФНРЈ) - Златко Чајковски (ФНРЈ) - Бернард Вукас (ФНРЈ) - Аредио Ѓимона (Италија) - Џозеф Ролер (Луксембург) - Ролф Ингве Брод (Шведска) - Ингвар Ридел (Шведска) 2 гола - Отто Голнхубер (Аустрија) - Херберт Грохс (Аустрија) - Умберто Барбоса Този (Брз) - Иренио Јара (Чиле) - Хулио Виал (Чиле) - Поул Ерик Петерсен (Данска) - Холгер Себах (Данска) - Олоф Столпе (Финска) - Карл Клуг (Немачка) - Золтан Цибор (Мађарска) - Егисто Пандолфини (Италија) - Жулијен Галес (Луксембург) - Василиј Трофимов (СССР) 1 гол - Ерих Штумпф (Аустрија) - Јансен Жозе Мореира (Брз) - Едвалдо Изидио Нето (Брз) - Зозимо Алвес Калазанс (Брз) - Иван Петков Колев (Буг) - Јенс Петер Хансен (Данска) - Кнуд Лундберг (Данска) - Свенд Нилсен (Данска) - Хамал Ахмед Елфар (Египат) - Ахмед Мекави (Египат) - Аулис Риткёнен (Финска) - Мишел Леблон (Француска) - Георг Столенверк (Немачка) - Јохан Зајтлер (Немачка) - Џим Луис (Велика Британија) - Џорџ Роб (Велика Британија) - Бил Слејтер (ВБ) - Павлос Емануилидис (Гре) - Јожеф Божик (Мађарска) - Нандор Хидегкути (Мађ) - Михаљ Лантош (Мађарска) - Ахмед Мухамед Кан (Инд) - Алберто Фонтанеси (Италија) - Амос Маријани (Италија) - Аркадио Вентури (Италија) - Леон Леч (Луксембург) - Јоаннес ван Роесел (Хол) - Јан Бризен (ХолАнт) - Од Ванг Сёренсен (Нор) - Јержи Красовка (Пољска) - Казимијеж Трампиш (Пољска) - Ион Суру (Румунија) - Александар Петров (СССР) - Силве Бенгтсон (Шведска) - Геста Лофгрен (Шведска) - Геста Сандберг (Шведска) - Текин Билге (Турска) - Ерћумен Гудер (Турска) - Музафер Токач (Турска) Аутогол 1 гол - Геста Линдх (Шведска) |

## Судијекоји су судили на турниру
| #   | Судијe              | Главни судија | Државе                    | Континент       |
| --- | ------------------- | ------------- | ------------------------- | --------------- |
| 1.  | Артур Едвард Елис   | 5             | Уједињено краљевство      | Европа          |
| 2.  | Карл Јоргенсен      | 1             | Данска                    | Европа          |
| 3.  | Фолке Бåлстад       | 1             | Норвешка                  | Европа          |
| 4.  | Џорђо Бернарди      | 2             | Италија                   | Европа          |
| 5.  | Иштван Жолт         | 1             | Мађарска                  | Европа          |
| 6.  | Јохан Аксел Алхо    | 1             | Финска                    | Европа          |
| 7.  | Џон Бест            | 1             | Сједињене Америчке Државе | Северна Америка |
| 8.  | Џон Нилсон          | 1             | Шведска                   | Европа          |
| 9.  | Карел ван дер Мир   | 2             | Холандски Антили          | Европа          |
| 10. | Маријан Матанчић    | 1             | Југославија               | Европа          |
| 11. | Николај Латишев     | 1             | СССР                      | Европа          |
| 12. | Винченцо Орландини  | 3             | Италија                   | Европа          |
| 13. | Волф Валдемар Карни | 4             | Финска                    | Европа          |
| 14. | Вилијам Линг        | 2             | Уједињено краљевство      | Европа          |

## Утакмица Совјетског Савеза и Југославије
Први сусрет Совјетског Савеза и Југославије и даље је најпознатији. На политичком плану, совјетски лидер Јосиф Стаљин и југословенски вођа Јосип Броз Тито разишли се 1948., што је резултирало искључењем Југославија из периода Информбироа Порекло сукоба било је Титово одбијање да се потчини Стаљиновим тумачењима и визијама политике и у процесу постајања совјетске сателитске државе. Пре меча, и Тито и Стаљин су слали телеграме својим репрезентацијама, што је показало колико је то важно за шефа две државе. Југославија је водила 5:1, али је совјетски повратак у последњих 15 минута резултирао нерешеним резултатом 5:5. Утакмица је поновљена, Југославија је победила резултатом 3:1. Пораз од њихових старих ривала је тешко погодио совјетски фудбал, и после само три утакмице одигране у сезони, ЦДКА Москва, који је чинио већину тима СССР-а, био је приморан да се повуче из најбоље лиге од стране Јосифа Стаљина и касније се распао. Штавише, Борису Аркадјеву, који је тренирао и СССР и ЦДКА, одузета је титула Заслужни мајстор спорта СССР-а.

## Репрезентације учеснице турнира
Ово су састави репрезентација које учествују у фудбалском такмичењу на ЛОИ 1952. године у Финској.
Пре 1958. Замене нису биле дозвољене у званичним такмичењима. Ако се играч повредио, тим је морао да настави утакмицу са мање играча.
| У саставу су играчи ко ји су одиграли бар једну утакмицу на турниру. |          |           |         |             |
| Аустрија                                                             | Бразил   | Бугарска  | Чиле    | Данска      |
| Египат                                                               | Финска   | Француска | Немачка | У.К.        |
| Грчка                                                                | Мађарска | Индија    | Италија | Луксембург  |
| Холандија                                                            | Х.А.     | Норвешка  | Пољска  | Румунија    |
| СССР                                                                 | Шведска  | Турска    | САД     | Југославија |
|                                                                      |          |           |         |             |